# Ermita de Nuestra Señora de La Lanzada
La ermita de Nuestra Señora de La Lanzada (en gallego: Ermida da Nosa Señora da Lanzada) es un templo de los siglos xii o xiii ubicado en la parroquia de Noalla, en Sangenjo, Pontevedra (Galicia, España).

## Historia
El lugar de emplazamiento de la ermita, anteriormente una isla y a día de hoy un istmo, está habitado desde tiempos remotos, siendo testimonio de ello los innumerables restos hallados en las inmediaciones de un antiguo castro del siglo viii a. C. así como de una necrópolis bajorromana de los siglos iii o iv d. C. con numerosos vestigios, como una ocupación mercantil y de manipulación de alimentos a gran escala debido a la presencia de una salazón romana además de varios cadáveres con signos de violencia, los cuales fueron hallados boca abajo y con las manos atadas (fray Martín Sarmiento interpretó el lugar como las ruinas de la antigua ciudad de Lambriaca, descrita por el geógrafo Pomponio Mela). Sumado a lo anterior, en la zona se erigió al parecer un faro fenicio o romano, actualmente desaparecido.
La capilla, de estilo románico tardío, se construyó en el siglo xii o a comienzos del siglo xiii sobre las ruinas de una antigua iglesia ligada a la fortaleza levantada en 952 por los merinos de Iria Flavia en El Salnés bajo órdenes del obispo Sisnando Menéndez para defender, junto con las Torres de Oeste en Catoira y la Torre de San Sadurniño en Cambados, las tierras de Santiago de Compostela de los invasores vikingos, normandos, sarracenos y musulmanes. Al parecer, cuando se avistaba una embarcación enemiga, los lugareños procedían a encender hogueras las cuales eran visibles desde los puntos más altos, donde se encendían a su vez más hogueras para que el aviso llegase a las zonas más alejadas.
El lugar sería testigo posteriormente de batallas entre la reina Urraca I de León y el arzobispo Diego Gelmírez hasta que en el siglo xiii la capilla resultó destruida por los árabes. Tras ser reconstruida de manera más robusta, la ermita sería seriamente dañada durante la Revuelta Irmandiña en el siglo xv, quedando definitivamente abandonada en el siglo xvi y conservándose a día de hoy tan solo el templo y las ruinas de una de las torres de la fortaleza, la Torre de La Lanzada.

## Descripción

### Exterior
Asentada en la parte más occidental de un extremo introducido en el mar (en uno de los dos arenales de la playa de La Lanzada, separados a su vez por dos pequeñas penínsulas: Punta do Outeiro das Lapas y Nuestra Señora de La Lanzada), la fachada de la ermita destaca por su simplicidad y austeridad, ya que los únicos ornamentos se reducen a un tímpano y un rosetón trifolio sobre un pequeño arco apuntado o de descarga en el dintel de la puerta de entrada, ubicada al oeste. Respecto a la fachada posterior, en ella se encuentra el ábside, de forma semicircular con cuatro columnas embutidas a modo de contrafuertes exteriores, mientras que los muros laterales destacan también por su sencillez, sobresaliendo los canecillos de la cornisa. En uno de los muros laterales se halla una segunda puerta con arco de medio punto, estando la cubierta, de teja árabe, coronada con tres cruces griegas de diferentes estilos.

### Interior

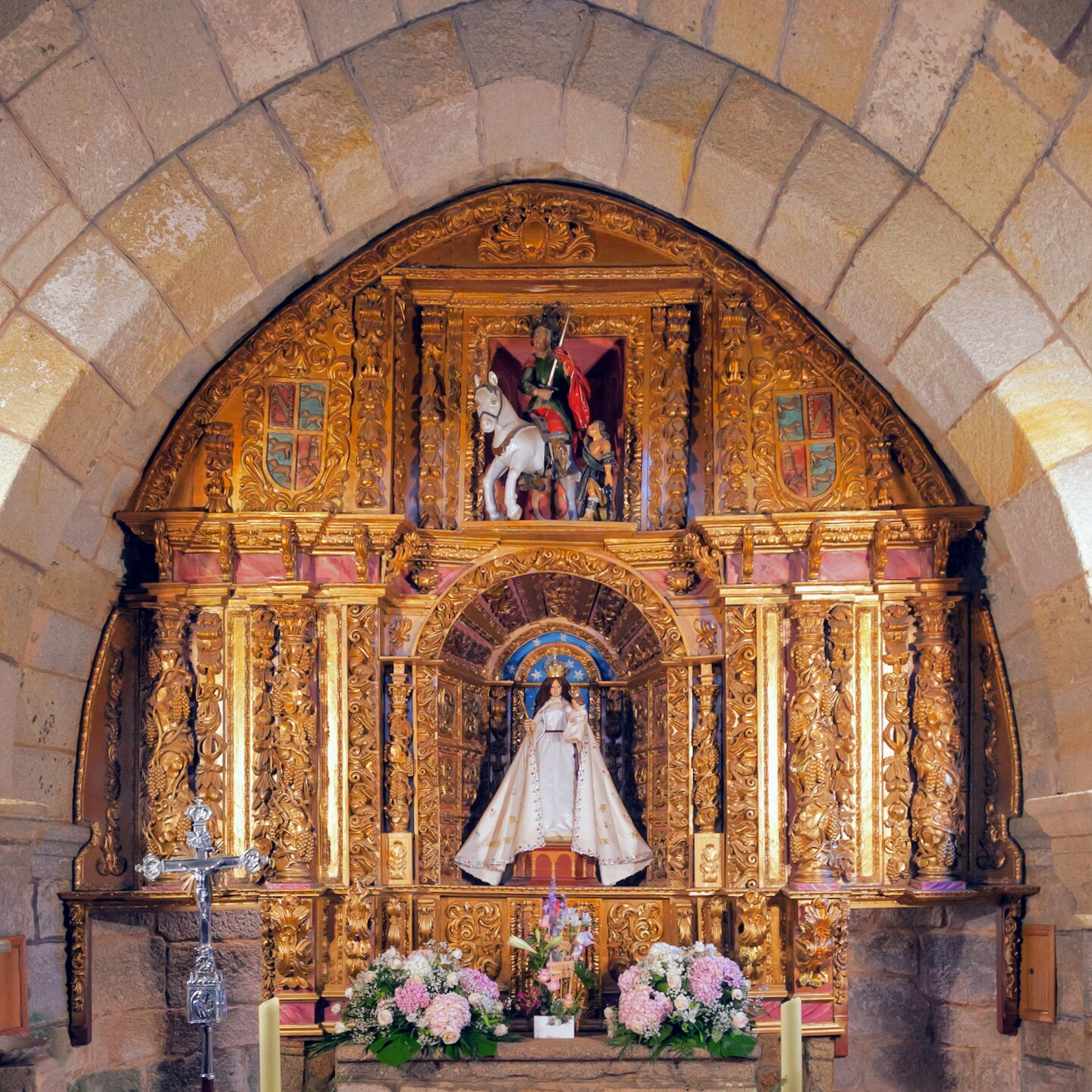
Capilla mayor

Respecto al interior, la planta es rectangular y de una sola nave con dos tramos separados por un arco apoyado sobre pilares. Una bóveda ligeramente apuntada forma la cubierta de la nave (en cuyo muro izquierdo destaca una talla de Cristo crucificado), mientras que en el ábside se ubica la capilla mayor, la cual alberga un retablo barroco en tonos dorados presidido por una imagen de vestir de Nuestra Señora de La Lanzada situada entre pilares salomónicos decorados con racimos de uvas, hallándose en el ático una imagen ecuestre policromada de San Martín de Tours la cual muestra al santo partiendo su capa para el mendigo. 
Deteriorado a causa de la humedad y el paso del tiempo además de ser víctima de un ataque de xilófagos, el retablo, cuya parte posterior se encontraba gravemente dañada, fue objeto de una labor de restauración en 2020. Los trabajos, acometidos durante los meses de invierno, cuando el templo está cerrado, se llevaron a cabo también en las imágenes de San Martín y la Virgen de La Lanzada (la cual se custodia tradicionalmente en esta época del año en la Iglesia de San Esteban de Noalla), procediéndose tanto en las tallas como en el retablo a una limpieza, un tratamiento de la madera y una reintegración volumétrica.

## Cultura popular

### Leyendas y rituales
Al igual que otros castros cristianizados, la ermita se encuentra en un lugar en el que posiblemente se adoró en su momento a un dios pagano, presumiblemente relacionado con la fertilidad, tal y como atestiguan tres dólmenes presentes en la zona. Por este motivo, la capilla está estrechamente vinculada desde antiguo a la fertilidad y la fecundidad mediante el baño de las nueve olas en la playa de La Lanzada, rito basado en los poderes del agua y el influjo de la luna.
El último fin de semana de agosto se celebra la romería de la Virgen de La Lanzada; es costumbre que la noche del sábado acudan a la playa cientos de mujeres que desean poner fin a su infertilidad, para lo cual se sientan y tumban (o bien realizan ofrendas florales) en un conjunto rocoso con forma de cama ubicado en la rompiente de la ermita, conocido como «cuna de la santa» o «leito da virxe» («lecho de la virgen»), antes de someterse al baño de las nueve olas a medianoche (consistente en saltar nueve olas procurando que estas impacten en el vientre), debiendo acudir a la ermita al amanecer y barrer allí el suelo con el fin de deshacer todo tipo de hechizos y males de ojo recitando la fórmula «Meigas fóra» («Brujas fuera») para, a continuación, realizar una ofrenda a la Virgen, teniendo lugar la procesión de la imagen, vestida con sus mejores galas, tras la misa. Una versión sostiene que se deben oír tres misas, barrer tres veces alrededor de la ermita o dibujando un círculo desde el ábside hasta el retablo (incluyendo la parte trasera del mismo), rodear el templo tres veces o depositar tres monedas en el cepillo de la Virgen, mientras que otra versión asegura que se deben dar nueve vueltas alrededor de la capilla y, en cada una, rezar un Avemaría, un Padrenuestro y el siguiente conjuro: 

Nosa Señora da Lanzada
polo fillo que pariches
fai que me quede preñada.
Nuestra Señora de La Lanzada
por el hijo que pariste
haz que me quede preñada.

Es común también que el baño tenga lugar el 21 de junio o la noche de San Juan, y, más significativamente, la madrugada del último domingo de agosto, donde mujeres, hombres y niños se bañan y solicitan la curación de enfermos, la protección divina y la buena suerte, asegurando varias leyendas antiguas la existencia de túneles que comunicaban la costa con la isla de Ons, siendo probablemente este el origen de la leyenda que afirma que la Santa Compaña iniciaba su particular procesión desde La Lanzada rumbo a Ons. Del mismo modo, los marineros también solicitan favores a la Virgen de La Lanzada para que esta los proteja de los peligros del mar, tal y como demuestran los dos exvotos consistentes en maquetas de barcos colgadas en el interior de la ermita.

### Literatura
Existen igualmente varias cantigas populares dedicadas a Nuestra Señora de La Lanzada:

Indo polo mar abaixo
o vento rachoume a vela.
Miña Virxe da Lanzada
dáme pano para ela.
Yendo por el mar abajo
el viento me rompió la vela.
Mi Virgen de La Lanzada
dame paño para ella.

Madre de Dios da Lanzada,
madre de Dios lanzadeira,
éntrache o sol pol-a porta,
sáleche pola vidreira.: p. 183 
Madre de Dios de La Lanzada,
madre de Dios lanzadera,
te entra el sol por la puerta,
te sale por la vidriera.

Miña Virxe da Lanzada
bota castañas abaixo,
anque non teño mantelo
collereinas no refaixo.
Mi Virgen de La Lanzada
hecha castañas abajo,
aunque no tengo mantel
las cogeré en el refajo.

Nosa Virxe da Lanzada
que altiña que se foi pôr
dalle o aire, dalle o vento
dalle o mar pol-a arredor.: p. 185 
Nuestra Virgen de La Lanzada
que altita que se fue a poner
le da el aire, le da el viento
le da el mar alrededor.

## Galería de imágenes

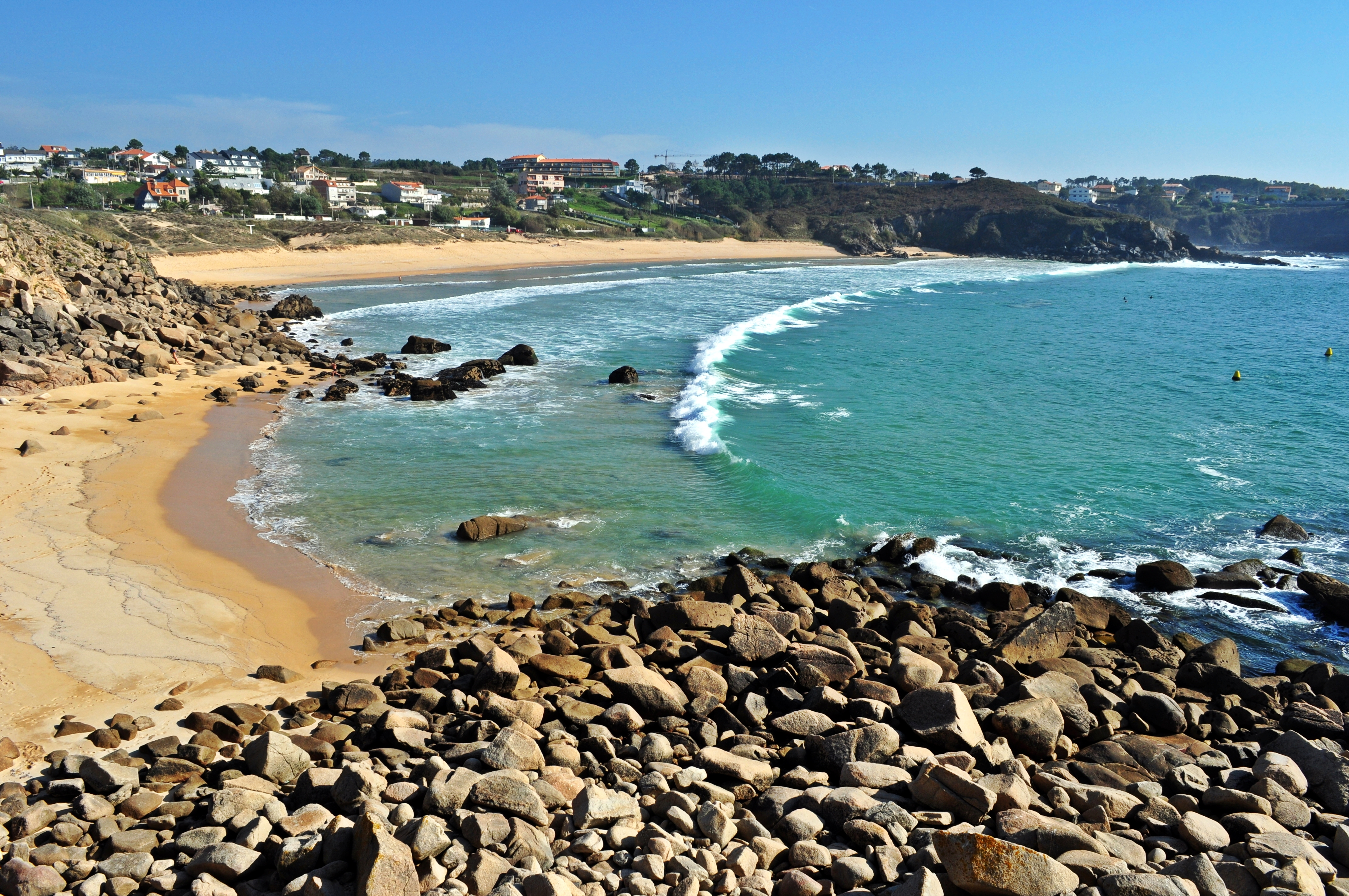
Playas de Nosa Señora, en primer plano, y de Foxos, a continuación.
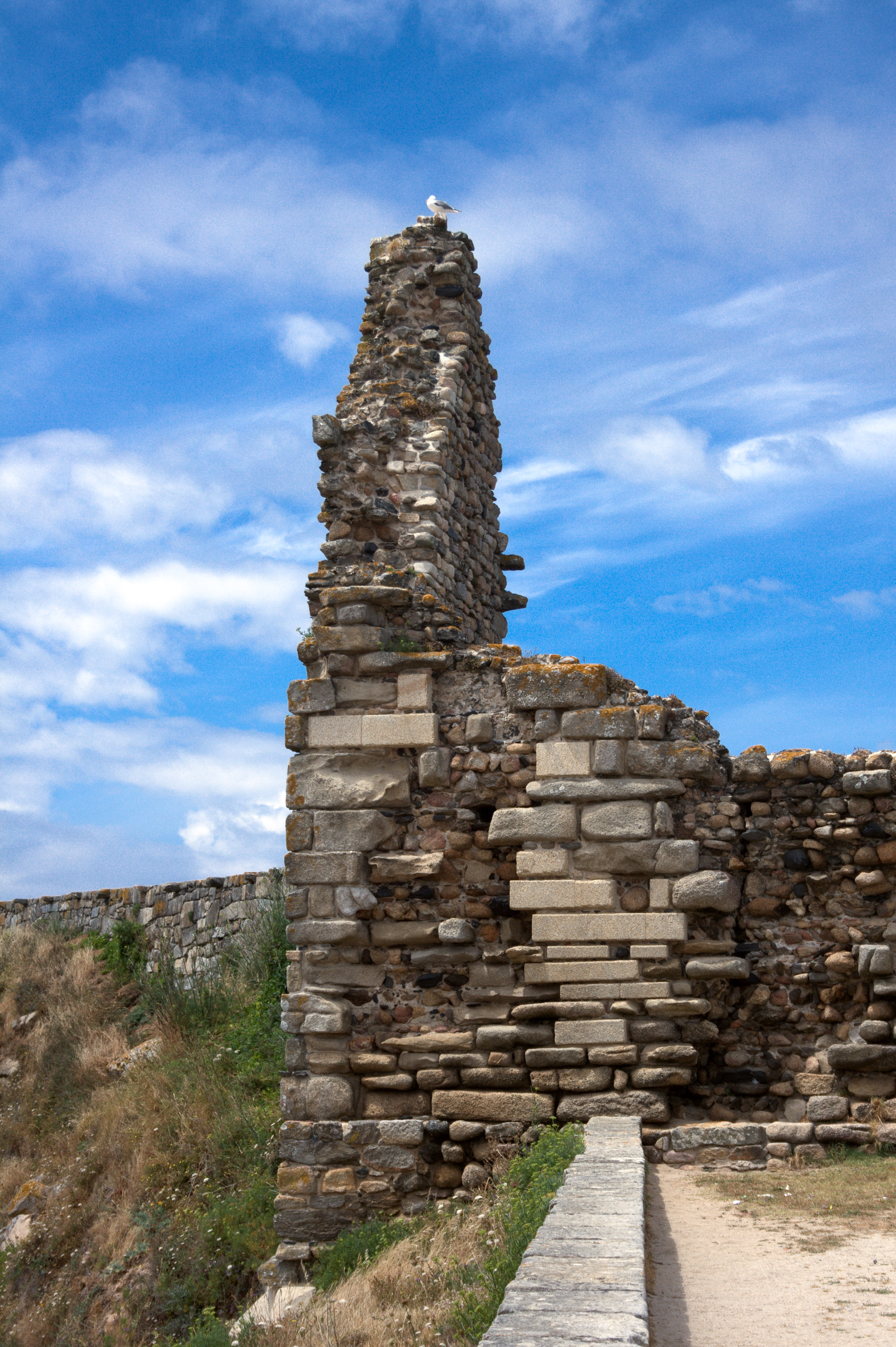
Ruinas de la Torre de La Lanzada.
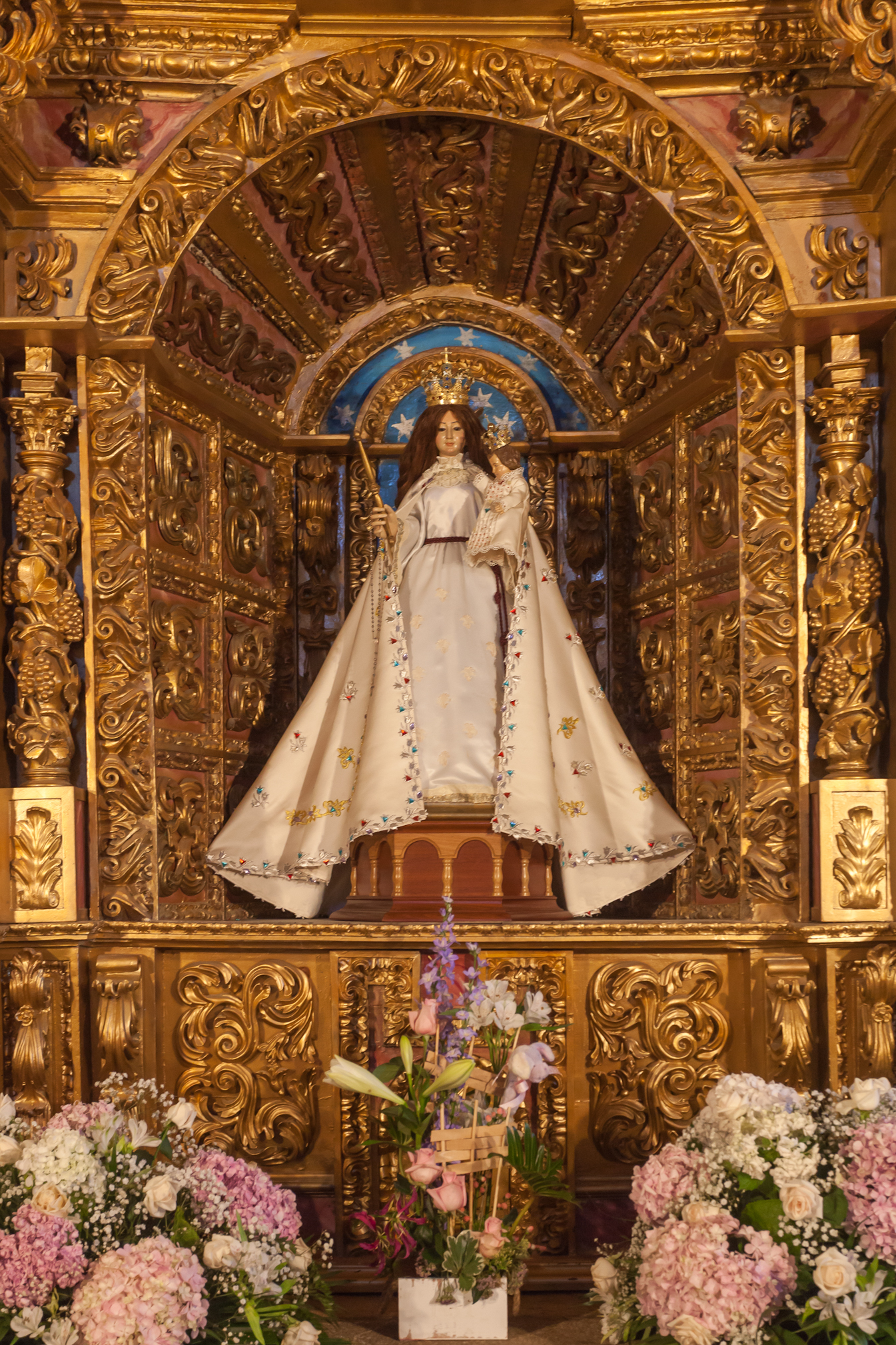
Talla de Nuestra Señora de La Lanzada.
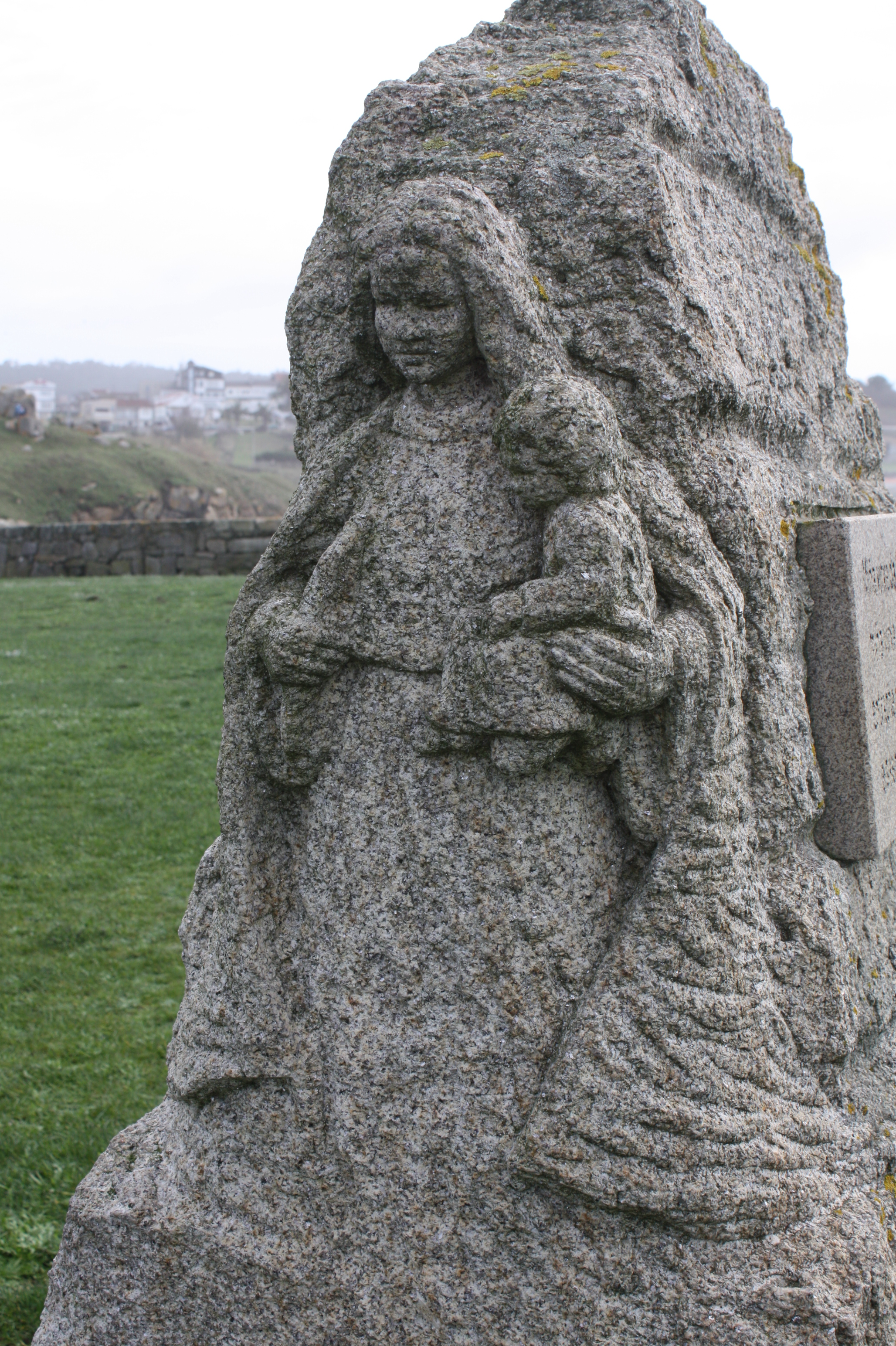
Monumento a Nuestra Señora de La Lanzada en el campo de la fiesta, frente a la ermita.